# Horoszki Duże
Horoszki Duże – wieś sołecka w Polsce położona w województwie mazowieckim, w powiecie łosickim, w gminie Sarnaki. Leży przy drodze wojewódzkiej nr .
| SIMC    | Nazwa           | Rodzaj    |
| ------- | --------------- | --------- |
| 0018885 | Proniewszczyzna | część wsi |

W latach 1952–1954 miejscowość należała i była siedzibą gminy Hołowczyce, następnie do reformy w 1973 r. gromady Horoszki Duże. W latach 1975–1998 miejscowość administracyjnie należała do województwa bialskopodlaskiego.
W Horoszkach Dużych znajduje się drewniany parafialny kościół Matki Bożej Anielskiej wzniesiony w latach 1933–1934.